# دييغو نوفاريتي
دييغو نوفاريتي (بالإسبانية: Diego Novaretti) (9 مايو 1985 قرطبة الأرجنتين - ) هو لاعب كرة قدم أرجنتيني، يلعب كمدافع.

## وصلات خارجية
دييغو نوفاريتي على موقع قاعدة بيانات كرة القدم.إي يو (الإنجليزية)
- دييغو نوفاريتي على موقع Soccerway.com (الإنجليزية)
- دييغو نوفاريتي على موقع AS.com (الإسبانية)